# مالیات بر درآمد

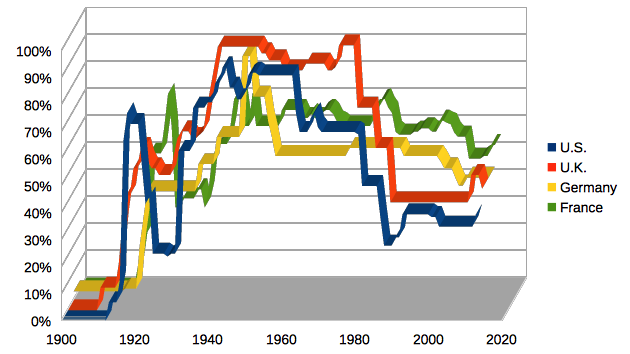
مالیات سالانه ۱۴۰۳ معافیت تا ۱۲۰ میلیون ریال ماهانه است

مالیات بر درآمد نوعی مالیاتی است که دولت به نسبت درآمد اشخاص حقیقی و شرکتها به استناد قانون اخذ میکند. 
عموماً مقدار این نوع مالیات برابر درصدی از درآمد  مشمول مالیات است. 

## ایران
معمولاً نرخ‌های مالیات بر درآمد اشخاص حقیقی  به صورت جدولی و تصاعدی است ولی معمولاً نرخ‌های مالیات بر درآمد شرکت‌ها ثابت است. در ایران نرخ مالیات بر درآمد شرکت‌ها به استناد ماده ۱۰۵ قانون مالیات‌های مستقیم بیست و پنج درصد (۲۵٪)  است. 

### ماده ۱۰۵
جمع درآمد شرکت‌ها و درآمد ناشی از فعالیت‌های انتفاعی سایر اشخاص حقوقی که از منابع مختلف در ایران یا خارج از ایران تحصیل می‌شود ، پس از وضع زیان‌های حاصل از منابع غیر معاف و کسر معافیت‌های مقرر به استثنای مواردی که طبق مقررات این قانون دارای نرخ جداگانه‌ای می‌باشد ، مشمول مالیات به نرخ بیست و پنج درصد (۲۵٪) خواهند بود .
نرخهای مالیات بر درآمد اشخاص حقیقی نیز در ماده ۱۳۱ قانون مالیاتهای مستقیم آمده است. 
ماده ۱۳۱ :
نرخ مالیات بر درآمد اشخاص حقیقی به استثنای مواردی که طبق مقررات این قانون دارای نرخ جداگانه ای می باشد به شرح زیر است:
۱ـ تا میزان پانصد میلیون (۵۰۰٫۰۰۰٫۰۰۰) ریال درآمد مشمول مالیات سالانه به نرخ پانزده درصد (۱۵٪)
۲ـ نسبت به مازاد پانصد میلیون (۵۰۰٫۰۰۰٫۰۰۰) ریال تا میزان یک میلیارد (۱٫۰۰۰٫۰۰۰٫۰۰۰) ریال درآمد مشمول مالیات سالانه به نرخ بیست درصد (۲۰٪)
۳ـ نسبت به مازاد یک میلیارد (۱٫۰۰۰٫۰۰۰٫۰۰۰) ریال درآمد مشمول مالیات سالانه به نرخ بیست و پنج درصد (۲۵٪)

## جدول زمانی معرفی مالیات بر درآمد بر پایه کشور
- ۱۷۹۹–۱۸۰۲:  بریتانیا
- ۱۸۰۳–۱۸۱۶:  بریتانیا
- ۱۸۴۰:   سوئیس[۱]
- ۱۸۴۲:  بریتانیا
- ۱۸۶۰:  هند, تحت حاکمیت  راج بریتانیا[۲]
- ۱۸۶۱–۱۸۷۲:  ایالات متحده آمریکا
- ۱۸۶۴:  ایتالیا[۳]
- ۱۸۷۲:  فرانسه[۴]
- ۱۸۸۷:  ژاپن[۵]
- ۱۸۹۱:  نیوزیلند,[۶] در آن‎‌زمان مستعمره بریتانیا
- ۱۸۹۴–۹۵:  ایالات متحده آمریکا
- ۱۹۰۰:  اسپانیا[۷]
- ۱۹۰۳:  دانمارک,[۸]  سوئد
- ۱۹۰۸:  اندونزی[۹]
- ۱۹۱۱:  نروژ[۱۰]
- ۱۹۱۳:  ایالات متحده آمریکا
- ۱۹۱۶:  استرالیا,[۱۱]  روسیه[۱۲]
- ۱۹۱۸:  کانادا
- ۱۹۲۰:  فنلاند,  لهستان[۱۳]
- ۱۹۲۱:  ایسلند
- ۱۹۲۴:  برزیل,[۱۴]  مکزیک[۱۵]
- ۱۹۳۲:  بولیوی,[۱۶]  آرژانتین[۱۷]
- ۱۹۳۴:  پرو[۱۸]
- ۱۹۳۷:  چین[۱۹]
- ۱۹۴۲:  ونزوئلا[۲۰]
- ۲۰۰۷:  اروگوئه[۲۱]